# ياسر البعداني
ياسر البعداني ؛ مواليد 2 فبراير 1986 في اليمن، هو لاعب كرة قدم يمني يلعب لنادي شعب إب ومنتخب اليمن لكرة القدم كمدافع.

## روابط خارجية
- ياسر البعداني على موقع ناشيونال فوتبول تيمز (الإنجليزية)
- ياسر البعداني على موقع كووورة